# Sector sur de Santiago

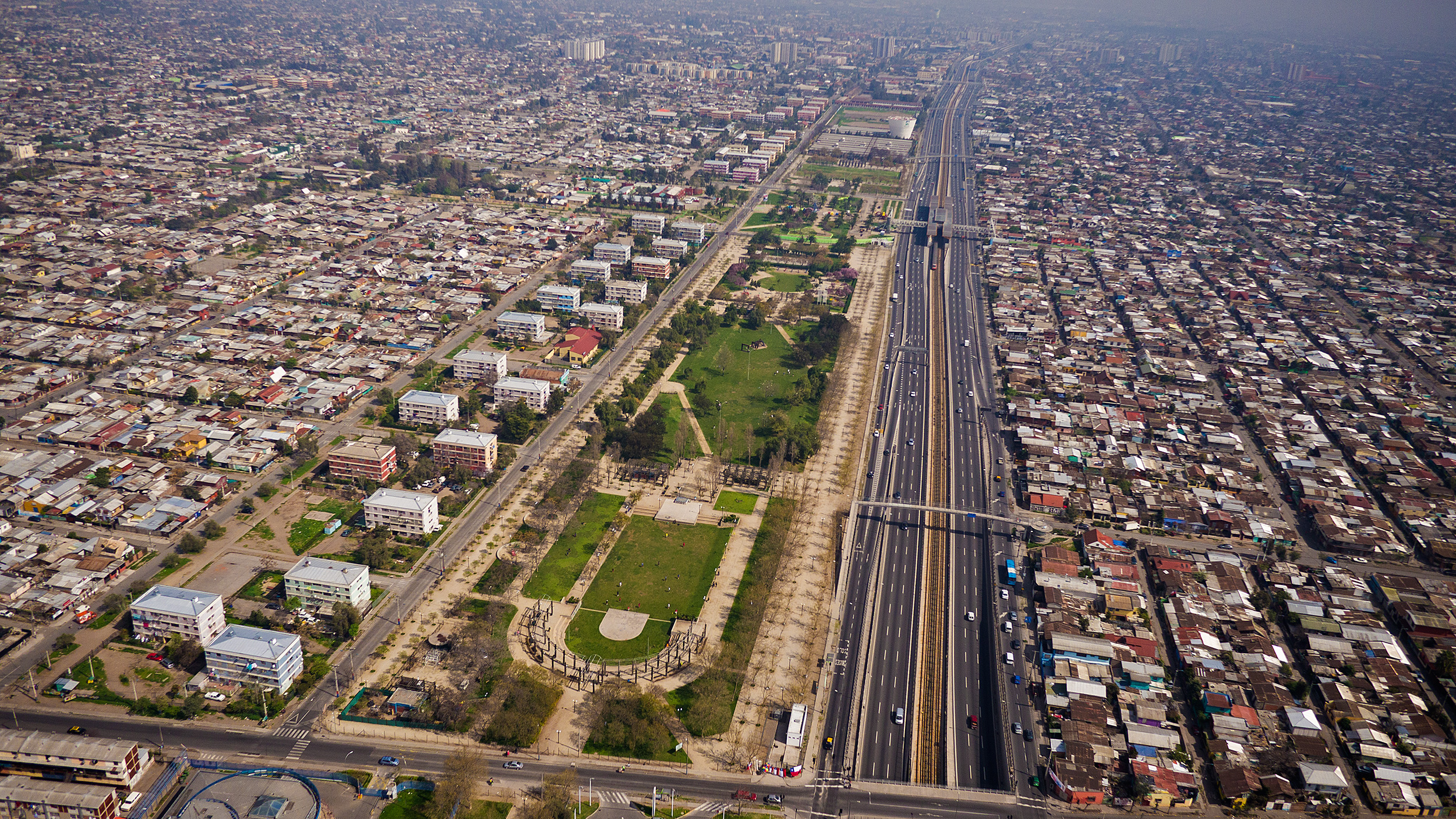
La Autopista Vespucio Sur atraviesa el sector en sentido oriente - poniente, al igual que la línea 4A del Metro de Santiago, en la fotografía junto al Parque La Bandera en San Ramón

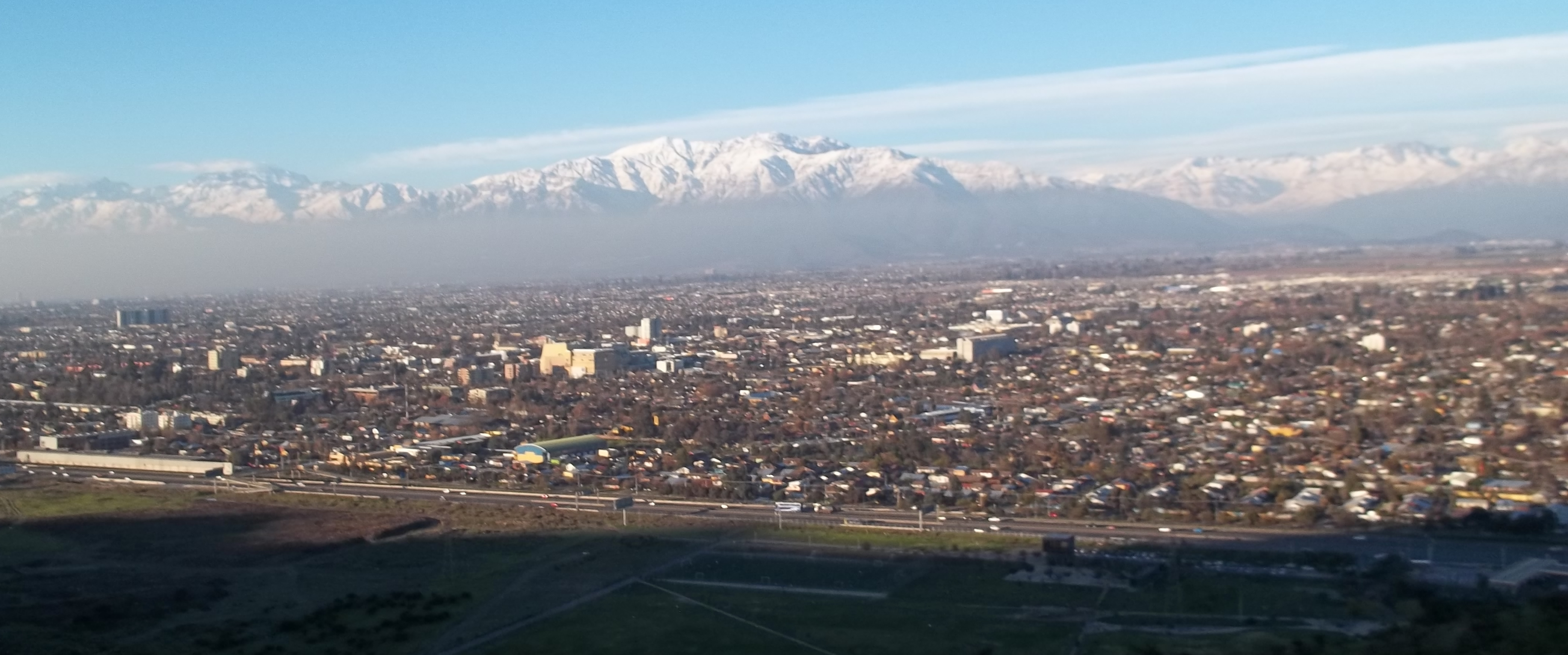
Vista de San Bernardo desde el Cerro Chena.

El sector sur de Santiago se refiere a la denominación que reciben las comunas al sur de la comuna de Santiago. Está compuesto por las comunas de Pedro Aguirre Cerda, San Miguel, San Joaquín, Lo Espejo, La Cisterna, La Granja, San Ramón, El Bosque, San Bernardo y La Pintana. A su vez ocasionalmente se subdivide entre las comunas al interior del casco urbano de la ciudad (las siete primeras), y las comunas periféricas (las tres últimas). Cuenta con una población de 1.333.167 habitantes según el censo de 2017, subdivididos en 692.014 para las comunas interiores y 641.153 para las periféricas. Es el sector más poblado de Santiago, sin embargo la mayoría de sus comunas han disminuido el número de habitantes en la última década, con la excepción de las comunas con mayor población de clase media; San Miguel, La Cisterna y San Bernardo, quienes han tenido un considerable desarrollo inmobiliario de edificios residenciales.

## Indicadores sociodemográficos
El sector sur junto con el norponiente, corresponden a los barrios bajos de la ciudad de Santiago. Estas comunas se encuentran entre las peores en calidad de vida urbana del país, con la excepción de La Cisterna y San Miguel. En 2021 las comunas de La Pintana, Lo Espejo, San Ramón, El Bosque, San Bernardo, La Granja y Pedro Aguirre Cerda estuvieron el nivel bajo en el Índice de Calidad de Vida Urbana, mientras que San Joaquín en el nivel medio bajo. San Miguel y La Cisterna, en cambio, alcanzaron el nivel medio alto. Varias comunas del sector se consideran generalmente como las de peor calidad de vida del país.
Urbanísticamente lo conforman villas y poblaciones, es decir tiene estructura vial de pasajes, formadas por la migración de familias campesinas de clase baja en el siglo XX, excepto La Cisterna y San Miguel, de clase media y diseñada con barrios y calles.
| Comuna              | Población 2002? | Población 2012 | Población 2017 | Viviendas | Densidad? | Crecimiento? | IDH 2003?   | Pobreza 2006? |
| ------------------- | --------------- | -------------- | -------------- | --------- | --------- | ------------ | ----------- | ------------- |
| El Bosque           | 175.594         | 162.689        | 162.505        | 42.808    | 12.270,72 | -7,35        | 0,711 (106) | 15,8          |
| La Cisterna         | 85.118          | 80.568         | 90.119         | 22.817    | 8.477,89  | -5,35        | 0,775 (24)  | 8,6           |
| La Granja           | 132.520         | 120.612        | 116.571        | 32.035    | 13.212,36 | -8,99        | 0,689 (158) | 14,2          |
| La Pintana          | 190.085         | 182.651        | 177.335        | 44.394    | 6.189,68  | -3,91        | 0,679 (171) | 17,2          |
| Lo Espejo           | 112.800         | 99.601         | 98.804         | 24.896    | 13.349,11 | -11,7        | 0,657 (226) | 20,1          |
| Pedro Aguirre Cerda | 114.560         | 101.613        | 101.174        | 28.460    | 12.857,46 | -1,22        | 0,708 (114) | 6,3           |
| San Joaquín         | 97.625          | 94.017         | 94.492         | 24.233    | 9.871,08  | -3,7         | 0,719 (92)  | 7,4           |
| San Miguel          | 78.872          | 90.892         | 107.954        | 22.655    | 8.122,76  | 15,24        | 0,765 (31)  | 2,5           |
| San Ramón           | 94.906          | 84.529         | 82.900         | 22.160    | 14.898,90 | -10,9        | 0,679 (170) | 16,7          |
| San Bernardo        | 237.708         | 277.225        | 297.262        | 60.723    | 4.605,85  | 16,77        | 0,712 (104) | 20,9          |
| Total sector        | 1.319.788       | 1.294.397      | 1.329.116      | 325.181   |           | -1,93        | 0,705       | 14,5          |

## Proyectos de Infraestructura

### Línea 9 del Metro de Santiago

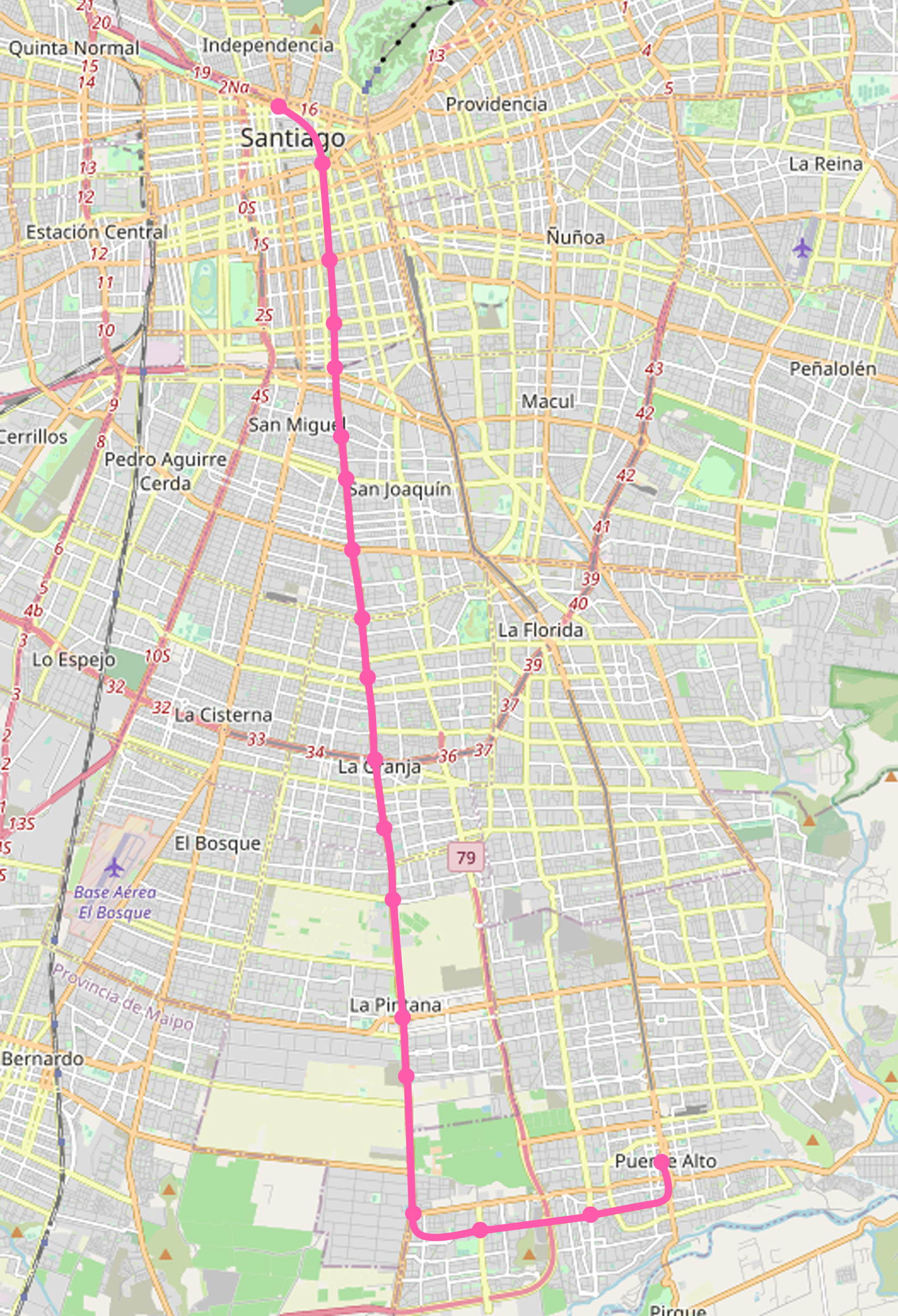
Proyecto de Línea 9

La Línea 9 será una nueva línea de Metro y contará con una extensión aproximada de 27 kilómetros, conectando las comunas de Recoleta por el norte y Puente Alto por el sur a lo largo de Avenida Santa Rosa. Conectará gran parte del sector sur con el centro de Santiago abasteciendo a las comunas de San Miguel, San Joaquín, San Ramón, La Granja, La Pintana, y Bajos de Mena en Puente Alto.
Conectará con la línea 1 en Santa Lucía, con la línea 3 en Matta y Puente Cal y Canto (también con las líneas 2 y 7), con la línea 4 en Plaza de Puente Alto, con la línea 4A en Santa Rosa y la línea 6 en Bío Bío. El color distintivo es el rosado.
Se espera que sea inaugurada por tramos: la sección entre las estaciones Bio-Bío y Gabriela sería inaugurada en 2030, mientras que la sección desde Bío-Bío al norte abrirá sus puertas en 2032 y la sección entre La Pintana y Puente Alto será inaugurada en 2033.

### Parque y "Eco-Barrios" La Platina
Consiste en la construcción de un gran parque y varios conjuntos de viviendas llamadas "Eco Barrios" en los terrenos de la ex Fundo La Platina en La Pintana. El plan incluye 881 casas y 322 departamentos que serán edificados en esta primera fase, sus futuros habitantes también contarán con ciclovías, áreas verdes, un parque con huerto medicinal, un espacio para la instalación de ferias libres, y un boulevard de locales comerciales y servicios. Su apertura se realizará por fases entre 2024 y 2030.

## Mapas

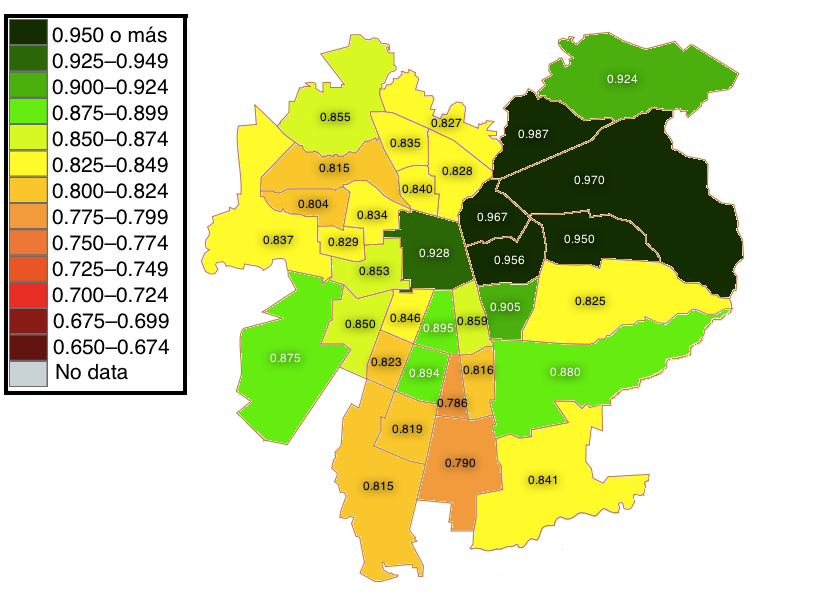
Índice de desarrollo humano de Santiago en 2017.

## Transporte
El sector cuenta con las siguientes estaciones del Metro de Santiago, las cuales cubren parcialmente el sector centro-sur, no así el periférico:
: Franklin • El Llano • San Miguel • Lo Vial • Departamental • Ciudad del Niño • Lo Ovalle • El Parrón • La Cisterna  • El Bosque • Observatorio • Copa Lo Martínez • Hospital El Pino
: La Granja • Santa Rosa • San Ramón • La Cisterna
: Rodrigo de Araya • Carlos Valdovinos • Camino Agrícola • San Joaquín • Pedrero
: Lo Valledor • Presidente Pedro Aguirre Cerda • Franklin • Bío Bío
- En el año 2030 será inaugurada la línea  del Metro de Santiago por el sector de Av. Santa Rosa

| Noroeste: Sector surponiente de Santiago | Norte: Santiago Centro | Nordeste: Sector nororiente de Santiago |
| Oeste: Sector surponiente de Santiago    |                        | Este: Sector suroriente de Santiago     |
| Suroeste: Calera de Tango                | Sur: Buin              | Sureste: Pirque                         |